# Ježinac (Srebrenik)
Ježinac je naseljeno mjesto u sastavu općine Srebrenik, Federacija Bosne i Hercegovine, BiH.

## Povijest
Osamostalilo se je 1971. izdvajanjem iz naselja Špionice Donje.

## Stanovništvo
| Ježinac            |              |            |            |
| godina popisa      | 1991.        | 1981.      | 1971.      |
| Muslimani          | 512 (99,80%) | 493 (100%) | 477 (100%) |
| Srbi               | 0            | 0          | 0          |
| Hrvati             | 0            | 0          | 0          |
| Jugoslaveni        | 0            | 0          | 0          |
| ostali i nepoznato | 1 (0,19%)    | 0          | 0          |
| ukupno             | 513          | 493        | 477        |